# آرنولد برلینر
 آرنلد برلینر (آلمانی: Arnold Berliner؛ زاده ۱۸۶۲ درگذشته ۱۹۴۲) یک فیزیک‌دان اهل آلمان بود.